# Panagatan-Inseln
Die Panagatan-Inseln (englisch Panagatan Cays) sind eine bewohnte philippinische Inselgruppe im Nordosten der Sulusee. 

## Geographie
Die Inselgruppe liegt im Südwesten der Caluya-Inseln. Die drei Inseln der Panagatan-Inseln sind von einem großen, gemeinsamen Korallenriff (Panagatan Reef) umgeben.
Die größte Insel Malaqui liegt im Nordwesten der Gruppe, die beiden anderen Inseln Boglongan und Munti liegen auf dem östlichen Riffkranz.